# Spencer Wilks
Spencer Bernau Wilks (1891 Rickmansworth, Hertfordshire, Anglie – 1971, Anglie) byl britský obchodník a průmyslník, průkopník automobilového průmyslu. V době svého aktivního působení od roku 1929 do 60. let vykonával různé funkce, včetně generálního ředitele, předsedy správní rady a předsedy představenstva britské automobilky Rover. Dříve také pracoval ve společnosti Hillman Motor Car Company v Coventry. Jeho mladší bratr Maurice Wilks od roku 1930 také pracoval ve společnosti Rover jako hlavní inženýr, technický ředitel a později i generální ředitel.

## Mládí a vzdělání
Wilks se narodil v Rickmansworthu v roce 1891 řediteli firmy na zpracování kůže Thomasi Wilksovi, narozenému v Balhamu v jižní části Londýna a jeho manželce, sufražetce Jane Elize narozené na londýnské farnosti St. Sepulchre. Měl dalších pět sourozenců, jednu sestru a čtyři bratry včetně Maurice Wilkse..

## Kariéra
Wilks původně vystudoval jako advokát, ale jeho manželka Kathleen Edith byla dcerou Williama Hillmana, zakladatele známé automobilky Hillman Motor Car Company, a tak se stal v roce 1921 po jeho smrti spoluvlastníkem společnosti po boku své ženy. V roce 1928 automobilku Hillman převzala společnost Roots Group a Spencer Wilks po neshodách s novými vlastníky společnost v roce 1929 opustil.
V září 1929 Wilks začal na pozvání generálního ředitele Franka Searla pracovat jako vedoucí závodů ve společnosti Rover Company v Coventry a stal se tak i členem představenstva. Do roku 1930 se k němu připojil jeho bratr Maurice jako hlavní inženýr.

### Land Rover
V roce 1947 uvedl na trh vůz Land Rover, čímž položil základ nové dceřiné společnosti Roveru. Vůz vycházel z Mauricova návrhu malého, robustního, úsporného, užitkového vozidla s pohonem čtyř kol, který byl inspirován americkým vozem Willys Jeep.

### Manažerská kariéra
V roce 1934 byl jmenován výkonným ředitelem společnosti a poté v roce 1957 se stal předsedou představenstva. V roce 1962, i když byl již v důchodu, pracoval jako neexekutivní ředitel a nakonec v roce 1967 se stal prezidentem automobilky Rover.

## Soukromý život
Wilks byl jednou ženatý a to s Kathleen Edith Hillmanovou (narozena r. 1891), jednou ze šesti dcer Williama Hillmana.